# Comisión para la Concordia y Pacificación
Es la Comisión de Concordia y Pacificación (COCOPA), es una comisión legislativa bicameral conformada desde marzo de 1995 por la Cámara de Diputados de México y de Senadores y sus miembros son diputados y Senadores de los diferentes partidos políticos en México y encargada de ayudar en el proceso de diálogo en el contexto del levantamiento zapatista.

## Historia
Como resultado de los Acuerdos de San Andrés, firmados por el EZLN y el gobierno de México entonces encabezado por Ernesto Zedillo]] y a cargo de las negociaciones Marco Antonio Bernal para reconocer constitucionalmente derechos a los pueblos indígenas de ese país, a la COCOPA se le encomendó redactar una propuesta de reforma constitucional que recogiera los principales consensos establecidos en los [[Acuerdos de San Andrés].
La COCOPA presentó a las partes su iniciativa en noviembre de 1996, el EZLN aceptó la propuesta; el gobierno, aunque en un principio la aceptó, no tardó en plantear modificaciones que cambiaban de manera sustantiva la propuesta de la COCOPA. El diálogo se rompió.
Vicente Fox presentó la iniciativa como uno de los primeros actos de su mandato, pero esta no fue aprobada por el Congreso. El Senado, una vez que la recibió, la modificó sustantivamente de modo que aprobó una reforma constitucional distinta a la propuesta por la COCOPA y que desconocía algunas de sus principales pretensiones.
La reforma constitucional de 2001 canceló por lo pronto la reforma esperada en materia de pueblos indígenas, pero convirtió al documento en un hito de la historia moderna de México.
El EZLN ha suspendido todo diálogo hasta que se cumplan los citados acuerdos.

## Actuales Miembros
Los miembros de esta comisión Bicameral, son designados por el por los plenos de la Cámara de Diputados de México y de Senadores, por Miembros de todos los partidos Políticos representados en el congreso.

### Diputados
- Eduardo Zarzosa Sánchez (PRI) (Presidente)
- Ma. del Carmen Cabrera Lagunes (PES)
- Raymundo García Gutiérrez (PRD)
- María Roselia Jiménez Pérez (PT)
- Delfino López Aparicio (MORENA)

### Senadores
- Erandi Bermúdez Méndez (PAN)
- Raúl Bolaños Cacho Cué (PVEM)
- Sasil de León Villard (PES)
- Ángel García Yáñez (PRI)